# Eugen
Eugen je moško osebno ime.

## Izvor imena
Ime Eugen je različica moškega osebnega imena Evgen.

## Tujejezikovne različice imena
- pri Angležih: Eugene
- pri Čehih: Evžen
- pri Fincih, Nemcih, Švedih: Eugen
- pri Italijanih: Eugenio
- pri Poljakih:  Eugeniusz
- pri Rusih: Jevgenij (Евгений)

## Pogostost imena
Po podatkih Statističnega urada Republike Slovenije je bilo na dan 31. decembra 2007 v Sloveniji število moških oseb z imenom Eugen: 39.

## Osebni praznik
Osebe z imenom Eugen lahko godujejo takrat kot osebe z imenom Evgen.